# Tschechische Inlinehockeynationalmannschaft
Die tschechische  Inlinehockeynationalmannschaft repräsentiert ihr Heimatland auf internationaler Ebene bei IIHF Inlinehockey-Weltmeisterschaften. Aktueller Trainer ist Petr Hemsky.
Die Tschechen, welche immer mit zahlreichen NHL-Spielern antreten, konnten bisher jeweils eine Silber- und Bronzemedaille gewinnen (2000 und 2001). Bei der Weltmeisterschaft 2008 verpasste man das Halbfinale knapp und unterlag dem Nachbarn aus der Slowakei mit 5:6 nach Verlängerung.

## Aktueller Kader
Kader  bei der IIHF Inlinehockey-Weltmeisterschaft vom 1. Juni bis 7. Juli 2014 in Pardubice, Tschechien.
| 41      | Daniel Brabec   | HK Pelhrimov      |
| 72      | Dušan Salfický  | HK Pardubice      |
| Abwehr  |                 |                   |
| 17      | David Bernad    | BK Mladá Boleslav |
| 92      | Zdeněk Čáp      | HK Dukla Jihlava  |
| 91      | Lukas Cik       | HC Policka        |
| 97      | Vladimír Kameš  | HC Nové Zámky     |
| 42      | Patrik Sebek    |                   |
| 3       | Petr Šenkeřík   | HC Slavia Prag    |
| 13      | Pavel Strýček   | Bracknell Bees    |
| 24      | Petr Zámorský   | HC Zlín           |
| Angriff |                 |                   |
| 19      | Luděk Brož      | HC Hradec Králové |
| 47      | Jan Buchtele    | HC Sparta Prag    |
| 83      | Aleš Hemský     | Ottawa Senators   |
| 93      | David Hrazdíra  | HK Nitra          |
| 51      | Zdeněk Kubica   | BK Mladá Boleslav |
| 78      | Marek Loskot    | BK Mladá Boleslav |
| 26      | Michal Simo     |                   |
| 8       | Martin Vozdecký | KH Sanok          |

## Trainerstab
- Trainer:  Petr Hemský
- Manager:  Tomas Kazlepka
- Co-Trainer:  Jan Procházka